# Дар-ес-Салам (аеропорт)
Міжнародний аеропорт Джуліус Ньєрере (англ. Julius Nyerere International Airport, (IATA: DAR, ICAO: HTDA)) — міжнародний аеропорт в Дар-ес-Саламі, столиці Танзанії. Розташований за 12 км NW від центру міста. Аеропорт обслуговує рейси в Африку, Європу і Близький Схід. Найменовано на честь Джуліуса Ньєрере, першого президента країни.
Аеропорт є хабом для:
- Air Tanzania
- Fastjet Tanzania
- Precision Air

## Історія
У жовтні 2005 року, «Міжнародний аеропорт Дар-ес-Салам» (англ. «Dar es Salaam International Airport» (DIA)) був перейменований в «Міжнародний аеропорт імені Муаліма Джуліуса Камбарадже Ньєрере» («англ. Mwalimu Julius Kambarage Nyerere International Airport») і 1 листопада 2006 року в «Міжнародний аеропорт імені Джуліуса Ньєрере »(англ. «Julius Nyerere International Airport») У період з 1980 по 2004 рік послугами аеропорту скористалися 9 501 265 пасажирів, що становить приблизно 2 770 пасажирів на день.
У квітні 2013 року Танзанійське Управління аеропортами підписало контракт на суму 275 млрд танзанійських шилінгів з нідерландською компанією Royal BAM Group / BAM International на будівництво першої черги терміналу 3 з пропускною спроможністю 3,5 млн пасажирів на рік У листопаді 2015 року друга фаза будівництва також була передана цій компанії сума контракту склала 110 млн дол. США, це додасть до запроектованої пропускної здатності нового терміналу ще 2,5 млн пасажирів на рік Після завершення будівництва Терміналу 3, очікується, що Термінал 2 обслуговуватиме тільки пасажирів місцевих рейсів. Є плани побудувати залізничну колію і з'єднати аеропорт з містом; вагони для аероекспрес були закуплені в 2014 році

## Авіалінії та напрямки

Мапа напрямків з аеропорту Дар-ес-Салам

### Пасажирські
| Авіакомпанія                  | Пункт призначення |
| ----------------------------- | --- |
| AB Aviation                   | Мороні |
| Air Mauritius                 | Маврикій |
| Air Tanzania                  | Бужумбура (відновлення 26 серпня 2018), Букоба, Додома, Ентеббе (з 26 серпня 2018), Кіліманджаро, Кігома, Мбея, Мороні, Мтвара, Мванза, Сонгеа, Табора, Занзібар |
| Air Zimbabwe                  | Хараре (призупинено) |
| As Salaam Air                 | Занзібар |
| Auric Air                     | Додома, Іринга, Мафія, Морогоро, Острів Пемба, Танга, Занзібар                                                                                                   |
| Coastal Aviation              | Аруша, Кілва, Мафія, озеро Маньяра, Моші, Острів Пемба, Саадані, Селус, Серонера, Сонго-Сонго острів, Танга, Занзібар                                            |
| EgyptAir                      | Каїр |
| Emirates                      | Дубай |
| Ethiopian Airlines            | Аддис-Абеба |
| Etihad Airways                | Аддис-Абеба (завершення 30 вересня 2018) |
| Ewa Air                       | Дзаудзі |
| Fastjet Tanzania              | Хараре, Кігома, Кіліманджаро, Лусака, Мбея, Мванза |
| Fly540                        | Момбаса, Найробі |
| flydubai                      | Дубай |
| Int'Air Îles                  | Мороні |
| Kenya Airways                 | Найробі |
| KLM                           | Амстердам |
| LAM Mozambique Airlines       | Мапуто, Нампула, Острів Пемба |
| Malawian Airlines             | Блантайр, Лілонгве |
| Oman Air                      | Маскат, Занзібар |
| Precision Air                 | Аруша, Букоба, Ентеббе, Кігома, Кіліманджаро, Мороні, Мтвара, Мусома, Мванза, Найробі, Серонера, Занзібар                                                        |
| Qatar Airways                 | Доха |
| RwandAir                      | Кігалі |
| South African Airways         | Йоганнесбург-О. Р. Тамбо |
| Swiss International Air Lines | Цюрих |
| Tropical Air                  | Аруша, Мафія, Занзібар |
| Turkish Airlines              | Стамбул-Ататюрк |
| ZanAir                        | Аруша, Острів Пемба, Саадані, Селус, Занзібар |

### Вантажні
| Авіакомпанія          | Пункт призначення |
| --------------------- | ----------------- |
| Astral Aviation       | Найробі           |
| Kenya Airways         | Найробі           |
| Lion Air Cargo        | Брюссель          |
| Martinair Cargo / KLM | Амстердам         |

## Статистика
|                    | 1999      | 2000      | 2001      | 2002      | 2003      | 2004      | 2005      |
| ------------------ | --------- | --------- | --------- | --------- | --------- | --------- | --------- |
| Авіатрафік         | 21,879    | 31,539    | 32,074    | 37,035    | 44,289    | 49,523    | 50,604    |
| Пасажирообіг       | 586,325   | 621,513   | 652,002   | 703,483   | 822,398   | 1,011,392 | 1,124,235 |
| Вантажообіг (тонн) | 11,567    | 14,618    | 14,467    | 12,552    | 12,338    | 17,863    | 15,575    |
|                    | 2006      | 2007      | 2008      | 2009      | 2010      | 2011      | 2012      |
| Авіатрафік         | 53,218    | 55,938    | 61,954    | 57,790    | 62,620    | 70,460    | 75,564    |
| Пасажирообіг       | 1,249,419 | 1,450,558 | 1,542,778 | 1,422,846 | 1,556,410 | 1,829,219 | 2,088,282 |
| Вантажообіг (тонн) | 15,617    | 18,456    | 23,039    | 18,844    | 19,675    | 23,946    | 25,412    |
|                    | 2013      | 2014      | 2015      | 2016      |           |           |           |
| Авіатрафік         | 77,185    | 77,990    | 75,240    | 75,749    |           |           |           |
| Пасажирообіг       | 2,348,819 | 2,478,055 | 2,496,394 | 2,469,356 |           |           |           |
| Вантажообіг (тонн) | 21,891    | 21,255    | 22,014    | 17,398    |           |           |           |